# Nikolái Kuksenkov
Nikolái Kuksenkov (Kiev, Ucrania, 2 de junio de 1989) es un gimnasta artístico nacido ucraniano nacionalizado ruso, subcampeón olímpico en 2016 en el concurso por equipos.

## 2015
En el Campeonato Europeo celebrado en Bakú, gana el oro en el concurso por equipos, por delante de Ucrania y Azerbaiyán.

## 2016
En los JJ. OO. de Río de Janeiro consigue la plata en la competición por equipos, tras Japón (oro) y por delante de China (bronce); sus compañeros de equipo fueron: Denis Ablyazin, David Belyavskiy, Ivan Stretovich y Nikita Nagornyy.